# ジェリー・ローラー
ジェリー "ザ・キング" ローラー（Jerry "The King" Lawler、本名：Jerry O'Neil Lawler、1949年11月29日 - ）は、アメリカ合衆国のプロレスラー、プロレス解説者。テネシー州メンフィス出身。
現役選手時代は地元テネシーのCWAおよびUSWAを主戦場にプロモーター兼任で活動し、ニックネームである「キング」の象徴として、王冠とマントをリングコスチュームに使用。日本では「南部の帝王」の異名を付けられた。全盛期である1970年代後半から1980年代にかけては、後年のハードコア・スタイルにも通じる荒っぽいラフファイターとして活躍した。
引退後はWWEでカラー・コメンテーターを担当。当初はヒールの立場だったが、2000年代前半よりベビーフェイスのポジションに回り、ストーリーに応じて試合にも出場した。
息子はかつてWWEで "ブライアン・クリストファー" "グランマスタ・セクセイ" の名で活動したブライアン・ローラー。また、1980年代後半にWWFで活躍した元インターコンチネンタル王者のホンキー・トンク・マンを従兄弟に持つ。

## 来歴
1960年代から地元のメンフィスにてラジオDJとして活動、そのタレント性をプロモーターのオーブリー・グリフィスに見込まれ、ラジオでプロレス興行の宣伝をする代わりに無料でトレーニングを受け、1970年にプロレスラーとしてデビュー。NWAのトライステート地区を経て1973年よりテネシーに戻り、メンフィスを拠点とするNWAミッドアメリカ地区にてジム・ホワイトとのコンビで活動。サム・バス（ロン、ドン、ボビーらバス・ブラザーズの長兄格）をマネージャーにヒールとして悪名を高め、師匠格のジャッキー・ファーゴやジェリー・ジャレット（後のTNA創設者）らと南部タッグ王座を争った。
シングルでは1974年に南部ヘビー級王座を初奪取（以降1987年まで、通算52回に渡って同王座を獲得）。1975年2月3日にはメンフィスにてジャック・ブリスコのNWA世界ヘビー級王座に挑戦。翌1976年8月22日にもテリー・ファンクの同王座に挑戦し、60分フルタイムのドローに持ち込んでいる。1977年6月にはフロリダから遠征してきたダスティ・ローデスとも喧嘩試合を展開した。
この間もヒールのトップとして、アンドレ・ザ・ジャイアント、ボボ・ブラジル、ミスター・レスリング、ロッキー・ジョンソン、ボブ・アームストロング、ケン・ルーカス、ロン・フラー、ロバート・フラー、ポール・オーンドーフ、ビル・ダンディーら人気選手の敵役となって観客のブーイングを煽っていたが、1977年9月、ダンディーとの髪切りマッチに勝利した後に引退を表明。しかし翌月、会場での音楽パフォーマンス中にジミー・バリアントに急襲されたことを機に、ベビーフェイスに転向しての復帰を果たした。また、同年よりメンフィスにて新団体のCWA（Continental Wrestling Association）をジェリー・ジャレットと共に主宰、プロモーター兼エースとして絶対的な人気を獲得する。
1979年下期から1980年上期にかけては一時的にヒールに戻ってジミー・ハートとも結託していたが、CWAがダラスのWCCWを買収してUSWA（United States Wrestling Association）を形成する1980年代末まではテネシーの英雄として、ドリー・ファンク・ジュニア、テリー・ファンク、ニック・ボックウィンクル、ビル・ロビンソン、スーパースター・ビリー・グラハム、ジプシー・ジョー、トール・タナカ、ソニー・キング、モンゴリアン・ストンパー、ジョー・ルダック、ダッチ・マンテル、デビッド・シュルツ、ハルク・ホーガン、ロン・バス、キラー・カール・クラップ、オックス・ベーカー、オースチン・アイドル、トミー・リッチ、ケビン・サリバン、ケン・パテラ、バグジー・マグロー、アイアン・シーク、ジェシー・ベンチュラ、スタン・ハンセン、ランディ・サベージ、カリーム・モハメッド、ブルーザー・ブロディ、リック・ルード、リック・フレアーなど、幾多の強豪を迎え撃った。特に、NWAミッドアメリカ時代から因縁の続くテリー・ファンクとは、会場内に観客を入れないエンプティ・アリーナ・マッチを含め、数々の遺恨試合を残している。
1982年には当時の全米屈指の人気コメディアン・素人プロレスラーだった「世界無性別級王者」ことアンディ・カウフマンと抗争を繰り広げ、人気トークショーへの出演や試合（ローラーの秒殺）も行った。カウフマンの生涯を描いたジム・キャリー主演の映画『マン・オン・ザ・ムーン』には、実況のジム・ロスと共に本人役で出演している。
CWAでは1981年に若手時代の渕正信（マサ・フチ）と大仁田厚（ミスター・オーニタ）を日本人ヒールとして迎え入れ活躍させたこともある（渕はローラーの必殺技フィスト・ドロップを継承し日本で使っていた）。また、1984年にAWA地区でジャイアント馬場と邂逅しており、その際にキングコング・バンディの全日本プロレスへのブッキングを約束、しかし新日本プロレスのブッカーだった大剛鉄之助にバンディを一本釣りされてしまい、その代償としてジミー・バリアントとのタッグで1985年1月に全日本に短期参戦したこともある。このときがローラーの初来日で、何度となく来日の噂があったものの一度も実現することのなかった「幻の強豪」として注目を集めた。しかしながら、当時の全日本プロレスは長州力率いるジャパンプロレス勢の参戦で日本人同士の軍団抗争に焦点が移っていたこともあり、目立った活躍は果たせなかった。
1980年代半ばからはテネシー地区以外にも活動範囲を拡大、当時のWWF全米進出への対抗策としてAWAのバーン・ガニアやNWAのジム・クロケット・ジュニアらが立ち上げた "Pro Wrestling USA" の興行にも主力選手として参加するなど、一時期は反WWFの急先鋒だった。ハーリー・レイスがWWFで「ザ・キング」を名乗った際は、キャラクター権侵害として訴えを起こしたこともある。
1988年5月9日、カリフォルニア州サンフランシスコでカート・ヘニングを破りAWA世界ヘビー級王座を獲得。同年10月17日、地元メンフィスで藤波辰巳を相手に防衛戦を行っている。12月13日にはWCCW世界王者のケリー・フォン・エリックを破り王座を統一、初代のUSWA統一世界王者となった（以降、マスター・オブ・ペイン、ザ・ソウルテイカー、ジミー・バリアント、テリー・ファンク、カマラ、ココ・B・ウェア、オーエン・ハート、タタンカ、ランディ・サベージ、エディ・ギルバート、シッド・ビシャス、レイザー・ラモン、ジェフ・ジャレットらを破り、USWAが活動を停止する1997年まで同王座を通算27回獲得）。1989年3月には新日本プロレスに来日、木村健悟やジョージ高野からフォール勝ちを収め、3月16日に横浜文化体育館にて藤波のIWGPヘビー級王座に挑戦した。
1992年12月、USWAとWWFが団体間の業務提携を開始したことにより、WWFのリングに登場。1993年3月21日にはニューヨークのマディソン・スクエア・ガーデンに初出場し、ティト・サンタナから勝利を収めた。当初はヒールとしてのレスラー活動が中心で、ハクシーやアイザック・ヤンカムらを配下にブレット・ハートと抗争を展開。観客からは "バーガーキング" のチャントを浴びせられた。また、トークの才能を活かしてキングス・コート（King's Court）なるインタビューコーナーも担当。ベビーフェイス勢との舌戦を繰り広げ、ロディ・パイパーやジェイク・ロバーツとの抗争アングルも組まれた。当時WWFと提携していた他団体にも参戦しており、ジム・コルネット主宰のスモーキー・マウンテン・レスリングでは、1995年1月28日にダーティ・ホワイト・ボーイからSMWヘビー級王座を奪取している。1997年にはECWに参戦、8月17日開催のPPV "Hardcore Heaven" においてトミー・ドリーマーと対戦した。

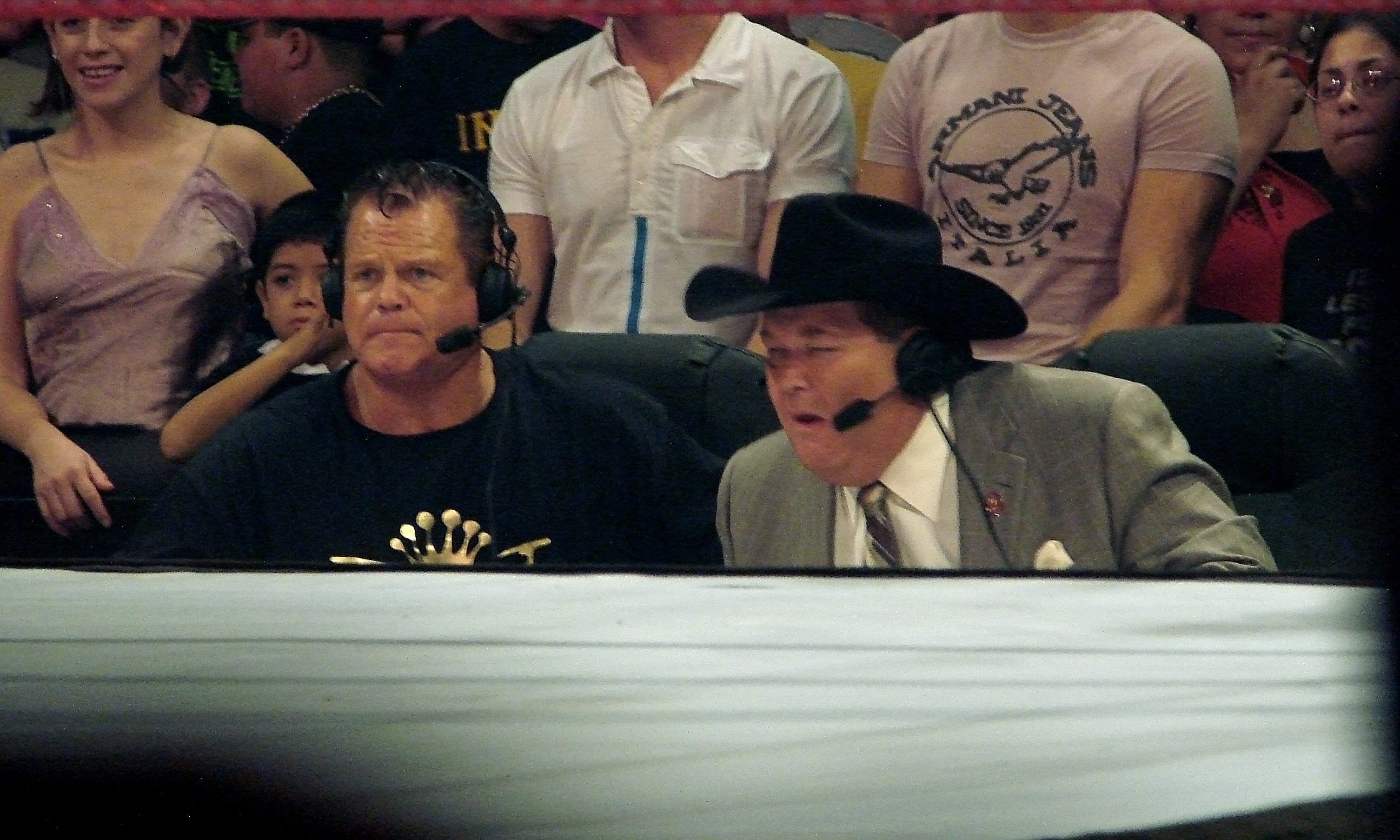
放送席に座るジェリー・ローラー（右は実況担当のジム・ロス）

USWAの活動停止後の1990年代後半よりセミリタイアし、ジム・ロス（JR）の相方としてRAWのカラー・コメンテーターを担当。かつてのゴリラ・モンスーンとボビー・ヒーナンのコンビ同様、生真面目な実況者JRとディーヴァ好きのくだけた解説者ローラーという対照的な2人の掛け合いが番組の目玉の一つとなる。当初はヒールの立場だったためJRとは不仲という設定だったが、アングル上JRを助けるための試合を行ったことで、徐々に良好な間柄として描かれるようになった。
2001年2月には当時の愛人だったザ・キャットことステイシー・カーターの解雇を巡り上層部と対立、WWFを離脱するが（後任解説者はポール・ヘイマン）、同年11月に電撃復帰。また、2005年2月4日・さいたまスーパーアリーナ大会『ROAD TO WRESTLEMANIA 21 JAPAN TOUR』では、アナウンサーチームとしてJRと共に久々の来日を果たした。
2007年にWWE殿堂入りが実現。2009年もRAWの解説者として活動する一方、ビッグ・ショーのキャメルクラッチを受けたりブライアン・ケンドリックに勝利したりなど、リング上でも体を張って活躍。2010年はザ・ミズとの抗争アングルが組まれ、WWE王座を懸けたTLC戦を展開。実況アナウンサーのマイケル・コールに王座獲得を阻止されるも、これを機に、再びリングに上がって現役選手と試合をする機会が増えた。コールとの確執ストーリーは、2011年の『レッスルマニアXXVII』での直接対決にまで発展した（結果は勝利と見せかけ、RAWの匿名GM（ミスティックマン）の裁定で敗戦となった）。その後も時折リングに上がり、さまざまなヒール選手と対戦。WWEでの活動のほか、地元メンフィスのインディー団体 "Memphis Wrestling" のショーにも出場した。

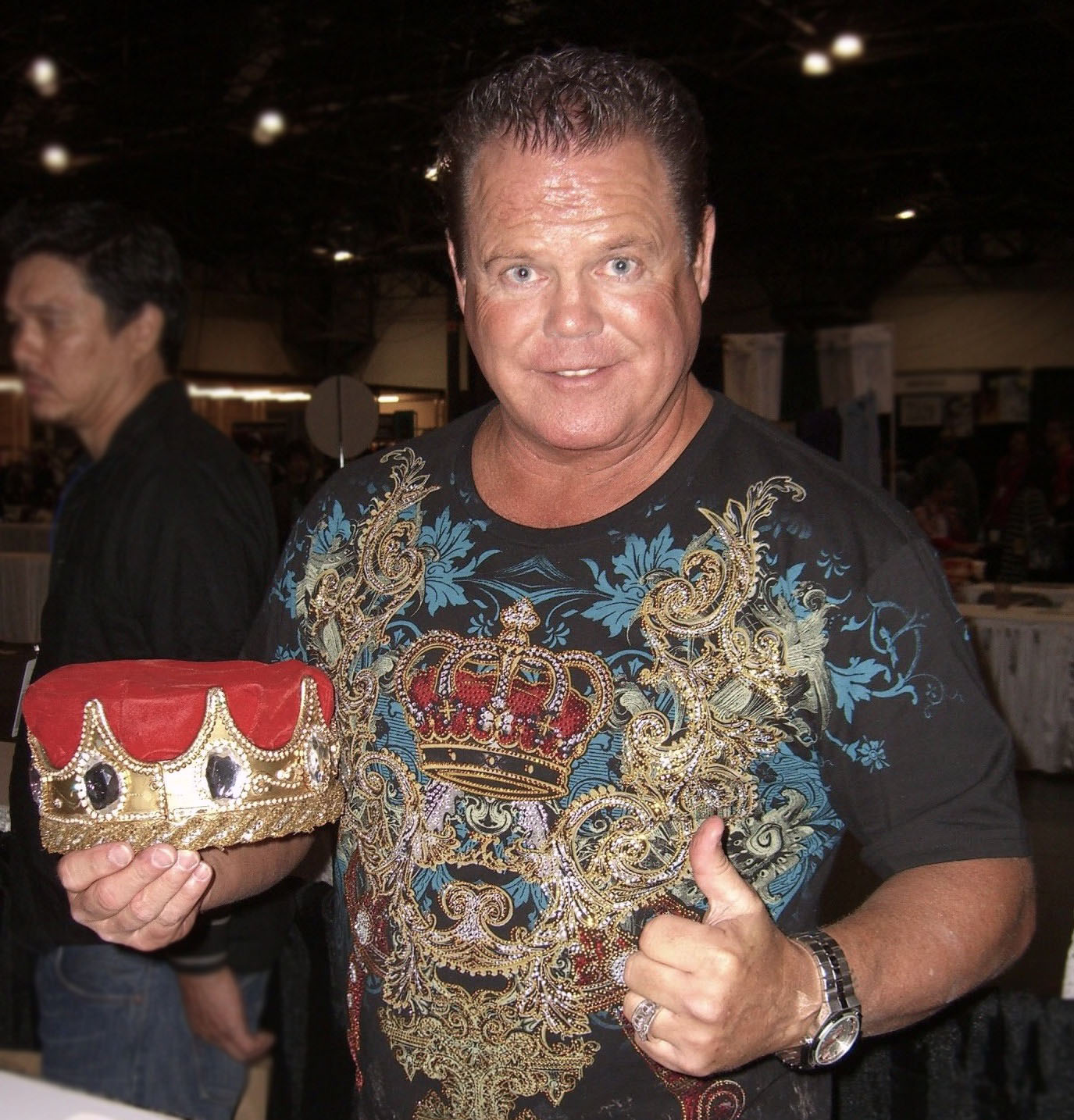
2010年

2012年9月10日、RAWモントリオール大会でのケイン&ダニエル・ブライアン対プライム・タイム・プレイヤーズ（タイタス・オニール&ダレン・ヤング）戦の実況中に心臓発作を起こし、病院に搬送された。ICUで心疾患の集中治療を受け、その後の容態は安定。11月12日放送のRAWより放送席に復帰した。2015年1月からは、スマックダウンの解説者となった。
2016年6月17日、テネシー州メンフィスの自宅にて、交際相手の女性と共にドメスティック・バイオレンスおよび傷害罪・軽犯罪の容疑で逮捕される（女性はローラーから暴行を受けたと証言しているが、ローラーは彼女の方から暴力を振るってきたと主張）。これを受け、WWEはローラーの無期限停職処分を発表したが、ローラーへの告訴が取り下げられたため、7月1日に処分は解除された。
2017年9月23日、インディー団体BTW（ビッグ・タイム・レスリング）のサウスカロライナ州スパータンバーグでのTVショーにおいて、実子のブライアン・クリストファーとダグ・ギルバートを従えて、テリー・ファンク&ロックンロール・エクスプレス（リッキー・モートン&ロバート・ギブソン）と6人タッグマッチで対戦。宿敵テリー・ファンクの、生涯最後の試合の対戦相手となった。
2020年4月以降、フルタイムのコメンテーターから降りてはいるが、2021年12月にWWEとの契約を更新した。インディー団体のリングにも時折出場し、2022年3月19日にはUSAプロレスリングのアニバーサリー・ショーにおいてスコット・スタイナーと対戦した。
2023年2月7日、フロリダ州フォートマイヤーズの自宅で脳卒中を起こし、病院に緊急搬送されて手術を受けた。ダッチ・マンテルはローラーの容態について、右半身が麻痺しているが右腕は少し動かせる状態で、まだ会話に支障をきたしていると6月にポッドキャストで伝えた。ローラーは2018年にも脳卒中を発症していた。
その後、症状は回復し、2024年3月15日に地元のメンフィスで開催されたスマックダウンのバックステージを訪れた。2024年5月の時点でWWEとの契約は終了したが、レジェンド契約は継続している。

## 得意技
- フィスト・ドロップ - セカンドロープからのダイビング式がフィニッシャー。仰向けの相手めがけて拳骨を打ち下ろす、最大の必殺技。
- パイルドライバー
- ブレーンバスター
- ナックル・パンチ
- カーフ・ブランディング

## 獲得タイトル
アメリカン・レスリング・アソシエーション
- AWA世界ヘビー級王座 : 1回

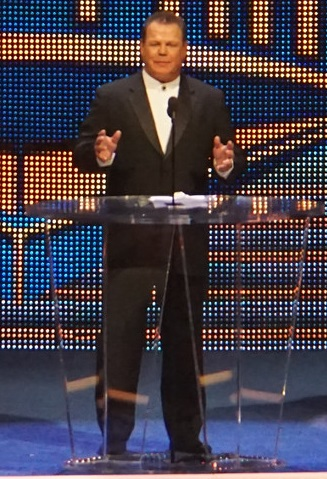
WWE殿堂入り式典にて（2007年）

- AWA世界タッグ王座 : 2回（w / ビル・ダンディー）

NWAミッドアメリカ / コンチネンタル・レスリング・アソシエーション
- NWA南部ヘビー級王座（メンフィス版） : 7回
- NWA南部ヘビー級王座（ミッドアメリカ版） : 10回
- NWA南部タッグ王座（ミッドアメリカ版） : 9回（w / ジム・ホワイト×7、アル・グリーン、スタン・フレイジャー）
- NWA・USタッグ王座（ミッドアメリカ版） : 1回（w / ジャッキー・ファーゴ）
- NWA南部ジュニアヘビー級王座 : 4回
- AWA南部ヘビー級王座 : 35回
- AWA南部タッグ王座 : 10回（w / ビル・ダンディー×4、ジミー・バリアント、モンゴリアン・ストンパー、ジョー・ルダック、オースチン・アイドル、ジャイアント・ヒルビリー、ビッグ・ババ）
- CWA世界タッグ王座 : 2回（w / オースチン・アイドル、トミー・リッチ）
- CWAインターナショナル王座 : 3回
- CWAヘビー級王座 : 1回

ユナイテッド・ステーツ・レスリング・アソシエーション
- USWA統一世界ヘビー級王座 : 27回
- USWAヘビー級王座 : 2回
- USWAテキサス・ヘビー級王座 : 1回
- USWA世界タッグ王座 : 5回（w / ジェフ・ジャレット×3、ビル・ダンディー×2）

ワールド・クラス・チャンピオンシップ・レスリング
- WCCW世界ヘビー級王座 : 2回
- WCCWテキサス・ヘビー級王座 : 1回

ジョージア・チャンピオンシップ・レスリング
- NWAメイコン・タッグ王座 : 2回（w / ミスター・レスリング2号、ドン・グリーン）

NWAトライステート
- NWAトライステート・ヘビー級王座 : 1回

ガルフ・コースト・チャンピオンシップ・レスリング / サウスイースタン・チャンピオンシップ・レスリング
- NWAテネシー・タッグ王座 : 1回（w / ジム・ホワイト）
- NWAサウスイースタン・ヘビー級王座 : 1回

NWAポリネシアン・レスリング
- NWAポリネシアン・パシフィック・ヘビー級王座 : 1回

ワールド・レスリング・エンターテインメント
- WWE殿堂 : 2007年度

スモーキー・マウンテン・レスリング
- SMWヘビー級王座 : 2回

グローバル・レスリング・フェデレーション
- GWFヘビー級王座 : 1回

メリーランド・チャンピオンシップ・レスリング
- MCWヘビー級王座 : 1回
- MCWタッグ王座 : 1回（w / ザ・ブルーザー）

メンフィス・チャンピオンシップ・レスリング
- MCW南部ヘビー級王座 : 2回

## 入場曲
- キエフの大門（ムソルグスキー）